# Hamady N'Diaye
Hamady Barro N'Diaye (Dakar; 12 de enero de 1987) es un jugador de baloncesto senegalés que pertenece a la plantilla del Hyères-Toulon Var Basket de la Pro B francesa. Con 2,13 metros de estatura, juega en la posición de pívot.

## Trayectoria deportiva

### Universidad
Jugó durante cuatro temporadas con los Scarlet Knights de la Universidad Rutgers, en las que promedió 5,8 puntos, 5,5 rebotes y 2,9 tapones por partido. Estableció el récord histórico de tapones de su universidad, al colocar 358 a lo largo de su carrera, superando los 355 de Roy Hinson, que mantenía la plusmarca desde principios de los años 80. En su última temporada fue elegido Jugador Defensivo del Año de la Big East Conference tras promediar 4,5 tapones por partido, la tercera mejor marca a nivel nacional.

### Profesional
Fue elegido en la quincuagésimo sexta posición del 2010 por Minnesota Timberwolves, pero sus derechos fueron traspasados esa misma noche junto con los de Trevor Booker a Washington Wizards a cambio de los derechos sobre Lazar Hayward y Nemanja Bjelica. Jugó 4 partidos con los Wizards, en los que apenas anotó 3 puntos en minutos intrascendentes, antes de ser asignado para coger experiencia a los Dakota Wizards de la NBA D-League, donde jugó 11 partidos, en los que promedió 4,0 puntos, 4,2 rebotes y 2,6 tapones, antes de ser repescado por Washington a primeros del mes de febrero.
En su regreso a la NBA jugó 12 partidos más, aunque no más de 5 minutos en cada uno de ellos.
Elegido en la segunda ronda del draft de 2010 (puesto 56) por los Wolves, que traspasarían sus derechos a los Wizards. Durante varios años trató de hacerse un hueco en la NBA, disputando partidos esporádicos con Wizards y Kings, además de varias entradas y salidas por la D-League. A partir de 2014, comenzó un periplo internacional con pasos por China, Líbano y Filipinas, donde actualmente defiende los colores del Kia Sorento, promediando 16.3 puntos, 14.3 rebotes y 5.1 tapones.
El pívot senegalés llegó a Málaga a principios del mes de octubre de 2016 y durante su estancia en Málaga ha promediado unos 3 puntos, 2 rebotes y 1.2 tapones por encuentro. 
En febrero de 2017, el jugador vuelve a Israel, donde militaría por segunda ocasión en las filas del Bnei Herzliya.
En la temporada 2021-22, firma por el ÉB Pau-Orthez de la Pro A francesa.
El 21 de junio de 2022 fichó por el Nanterre 92 de la LNB Pro A francesa.
El 25 de octubre de 2024 fichó por el Hyères-Toulon Var Basket de la Pro B francesa.

## Estadísticas

### Temporada regular
| Año     | Equipo     | PJ | PT | MPP | %TC  | %3P  | %TL  | RPP | APP | ROB | TPP | PPP |
| ------- | ---------- | -- | -- | --- | ---- | ---- | ---- | --- | --- | --- | --- | --- |
| 2010-11 | Washington | 16 | 0  | 5.0 | .800 | .000 | .500 | .4  | .0  | .1  | .3  | .9  |
| 2011-12 | Washington | 3  | 0  | 1.0 | .000 | .000 | .000 | .0  | .0  | .0  | .0  | .0  |
| Total   | Total      | 19 | 0  | 5.0 | .667 | .000 | .500 | .4  | .0  | .1  | .3  | .7  |